# Manfred Palmen
Manfred Palmen (* 11. März 1945 in Kaarst; † 18. November 2022 in Kleve) war ein deutscher Politiker (CDU). Er war von 2000 bis 2012 Abgeordneter im nordrhein-westfälischen Landtag und 2005 bis 2010 Parlamentarischer Staatssekretär für Verwaltungsstrukturen und Sport.

## Werdegang und politische Laufbahn
Nach Ablegung der Reifeprüfung 1966 in Neuss leistete Palmen von 1966 bis 1968 einen freiwilligen Wehrdienst beim Fallschirmjägerbataillon 261 in Lebach ab. Anschließend studierte er von 1968 bis 1972 Jura an der Universität Bonn und leistete sein Referendariat 1973 bis 1975 beim Landgericht in Düsseldorf ab. Von 1976 bis 1990 war er bei der Bezirksregierung in Düsseldorf bzw. beim Innenministerium in Nordrhein-Westfalen tätig, bevor er anschließend als Stadtdirektor nach Kleve wechselte, ein Amt, das er bis 1999 innehatte. Zwischen dem 1. Oktober 1999 und dem 2. Juni 2000 arbeitete Palmen als Rechtsanwalt, bevor er bei der Landtagswahl in den nordrhein-westfälischen Landtag gewählt wurde, dem er seit dem 2. Juni 2000 angehörte. Bei den Wahlen 2005 und 2010 schaffte er jeweils den Wiedereinzug in den Landtag als Direktkandidat der CDU im Wahlkreis 54 (Kleve II). Von Juni 2005 bis Juli 2010 war er zugleich Parlamentarischer Staatssekretär. Seit September 2010 war er bis zu den Neuwahlen des Landtags im Mai 2012 Vorsitzender des Haushalts- und Finanzausschusses.
Palmen geriet im September 2011 in die Schlagzeilen, weil er trotz Gesamtbezügen von monatlich fast 9800 € vor Gericht auf eine Erhöhung seiner Pension klagte. Die Klage wurde am 9. November 2011 vom Verwaltungsgericht Düsseldorf abgewiesen.

## Weiteres
Palmen war Mitglied des „FC Landtag“, der Fußballmannschaft des nordrhein-westfälischen Landtages.